# John Clay
John Harfield Clay (* 22. November 1946 in Stockport) ist ein ehemaliger englischer Fußballspieler. Bei Manchester City kam er in der Meistermannschaft von 1968 zu zwei Einsätzen.

## Sportlicher Werdegang
Clay, der bereits die Jugendzeit bei den „Citizens“ in Manchester verbracht hatte, kam in der Regel nicht über Einsätze in der Reservemannschaft hinaus. Zumeist auf der rechten Halbposition im Sturm agierend, hatte er zudem oft mit Verletzungen zu kämpfen. Dadurch sollte er bereits zum Ende der Spielzeiten 1965/66 und 1966/67 den Verein verlassen, aber er galt als talentiert und so blieb er auch in der Meistersaison 1967/68 im Kader. Seine einzigen beiden Profieinsätze hatte er dann auch in diesem Jahr. Seiner Einwechslung am 14. Oktober 1967 daheim gegen die Wolverhampton Wanderers (2:0) für den verletzten Tony Coleman folgte ein zweiter Einsatz als Vertreter von Colin Bell von Beginn an in einem weiteren Heimspiel gegen West Bromwich Albion (0:2) kurz vor Jahresende – vier Tage zuvor hatte sich Stan Bowles am Boxing Day nach durchzechten Weihnachtstagen als ungeeignet erwiesen. Da aber auch Clay nicht überzeugte, reichte Trainer Joe Mercer das Trikot mit der „Nummer 8“ an den Allrounder Dave Connor weiter und gleichsam Clay und Bowles kamen nicht mehr zum Zuge. Eine sportliche Perspektive gab es für ihn nicht mehr, was auch daran lag, dass neben der hochkarätigen Konkurrenz in Person von Spielern wie Colin Bell und Mike Doyle Talente wie Stan Bowles und Tony Towers nach, die jünger als Clay, nachrückten.
Clay begrub seinen Traum als Profifußballer und wechselte bereits zur folgenden Saison 1968/69 in die neu gegründete Northern Premier League zu Macclesfield Town, mit denen er 1969 die Ligameisterschaft gewann. In der Folge spielte er noch bei Witton Albion (47 Pflichtspiele/18 -tore) und Rossendale United. Dazu ging er fortan dem Beruf des Immobilienmaklers nach. Als sein Arbeitgeber Ende der 1980er-Jahre pleiteging, kehrte Clay zu Manchester City zurück. Dort arbeitete er im Vertrieb und in einer insgesamt unruhigen Zeit, die 1998 mit dem Fall in die Drittklassigkeit endete, fiel er einem Sparprogramm zum Opfer und wurde entlassen.